# Jeu vidéo en France
Le jeu vidéo en France concerne à la fois un marché, un secteur industriel de création, d'édition et de distribution ainsi qu'une pratique socio-culturelle. Son origine remonte au milieu des années 1970. Se structurant pendant les années 1980 et 1990, la filière compte environ 4 800 employés pour 240 entreprises (2012). En 2014, ce marché représente 2,7 milliards d’euros de chiffre d'affaires.

## Historique

### Les prémices
Dès les années 1960, divers programmes informatiques ludiques sont mis au point en France par des universitaires dans des laboratoires de recherche, tels que Paul Braffort ou Jacques Pitrat. La plupart du temps, ils sont produits dans l'optique d'une démonstration des capacités de l'ordinateur, alors nouvelle technologie. Ces logiciels sont réservés à un cadre très restreint auquel le grand-public n'a pas aisément accès. Celui-ci découvre réellement le jeu vidéo au cours de la décennie suivante, notamment à travers l'apparition des meubles de jeux dans les bars, cafés et salles de jeux, puis à travers des consoles de première génération vers 1975. La micro-informatique qui se développe à partir de 1977 constitue un troisième volet qui permet aux jeux vidéo de se démocratiser par la suite.

### 1982-1983: années charnières
La période comprise entre 1982 et 1983 représente une année pivot pour le jeu vidéo en France. En effet, c'est à ce moment que les consoles de deuxième génération connaissent un apogée aussi bien en ce qui concerne les ventes que les machines disponibles (Atari VCS, Intellivision, Vectrex, ColecoVision, etc.). En septembre 1982, naît également le premier magazine consacré aux loisirs vidéoludiques, Tilt. Surtout, plusieurs entreprises, à l'image d'Infogrames, Loriciel, Cobrasoft, Innelec / No Man's Land ou encore Ere informatique sont fondées à ce moment-là. Ces acteurs forment une première strate qui conduit à la professionnalisation progressive du secteur. Cela se perçoit par la mise en place d'équipes spécialisées dans la production de jeux vidéo, l'exportation des jeux ou encore la mise en place de service après-vente.
Le krach du jeu vidéo en 1983 a une influence limitée sur le jeu vidéo en France. Les conséquences sont un retrait précipité des acteurs américains et de leurs consoles de jeux du territoire national. Il faut attendre 1987 et l'arrivée de Nintendo et SEGA pour que ce genre de machine reviennent sur le devant de la scène.

### Un secteur touché par la bulle Internet
Entre 1993 et 1996, le marché français du jeu vidéo connaît une première crise, conséquence de la crise économique de 1993. Le chiffre d'affaires de l'industrie passe alors de 267 millions d'euros en 1992 à 185 millions d'euros en 1996. Le succès de la  PlayStation de Sony auprès du public explique la fin de cette crise, la vente de consoles augmentant de 41 % entre 1997 et 1999. À la fin des années 1990, le secteur du jeu vidéo en France compte 1 200 entreprises qui emploient au total plus de 25 000 personnes. Le pays se place alors au cinquième rang mondial dans ce secteur.
En 2002, l’explosion de la bulle internet, le jeu vidéo est alors assimilé sur les marchés financiers à la « nouvelle économie », provoque en quelques mois la fin de trois des studios français les plus prestigieux : Kalisto Entertainment, No Cliché et Lankhor. De 2002 à 2004, se produisent autant de dépôts de bilan que dans la décennie précédente, et la moitié des 15 000 emplois que compte alors l'industrie disparaissent. Entre 2003 et 2013, le secteur du jeu vidéo en France plonge de plus de 80 % jusqu’à ne compter plus que 240 entreprise et 4 800 employés, le pays passant ainsi du cinquième au septième rang mondial.
L'activité reprend de 2002 à 2007, date à laquelle la crise des « subprimes » entraîne une baisse importante de la valeur boursière des sociétés de jeux vidéo. Des segments de l'industrie connaissent cependant une croissance (jeux sur mobiles, sur tablettes, en ligne, etc.).
Depuis le crash, les entreprises du secteur peinent en effet à se développer au-delà d’une certaine taille, la majorité des studios se focalisant sur le développement pour plateforme virtuelles. Dans le domaine des jeux vidéo sur téléphone mobile et sur réseaux sociaux, la France est ainsi le troisième producteur mondial et, malgré des budgets modestes, les jeux produits en France se révèlent très profitables, au dessus de leurs équivalents au Royaume-Uni ou en Allemagne. Malgré les contraintes économiques, au début des années 2010, les studios français signent de plus en plus de contrats avec des producteurs internationaux comme Capcom, Sega ou Nintendo et certains projets attirent des investisseurs américains. Bien que la « french touch » ne soit plus considérée comme un gage de créativité, de nombreux studios français, comme Eugen Systems, Cyanide ou Ankama restent des développeurs respectés à l’international dans le domaine de la simulation.

## Consommation et usages
En 2008, Olivier Donnat constatait que « l'activité dont la diffusion a été la plus spectaculaire au cours de la dernière décennie est la pratique des jeux vidéo ».
En 2016, 52 % des Français déclaraient jouer régulièrement aux jeux vidéo contre 20 % au début des années 2000.

## Industrie
En 2008, la France compte 430 entreprises de jeux, toutes activités confondues (prestataires techniques, développeurs de middleware, studios de développement de jeux, éditeurs, distributeurs, fournisseurs de plates-formes de distribution). Les studios de développement représentent alors un peu plus du tiers (34,3 %) de ces entreprises, les prestataires techniques 29,3 % du total et les éditeurs 17,1 %.
En 2016, selon le mode de calcul, la France comptait entre 758 et 1018 entreprises de jeux vidéo, dont les studios de développement représentaient une partie importante.
Jusqu'aux années 1990, l'édition de jeux vidéo est réservée selon Bernard Jolivat « dans sa quasi-totalité, à des hobbyistes passionnés qui s'étaient investis dans un secteur neuf auxquels ils croyaient, et qui ont appris leur métier d'éditeur sur le tas ».

### Chiffre d'affaires
En 2011, selon l'Agence française pour les investissements internationaux, le jeu vidéo est en France la première industrie culturelle quant au chiffre d'affaires (2,7 milliards d'euros pour l'ensemble du matériel et des jeux), devant le cinéma (2 milliards pour le cinéma en salle) et la musique (800 millions). Le marché français est deuxième derrière le Royaume-Uni au niveau européen.
En 2016, le marché du jeu vidéo, matériel, logiciel, accessoires dédiés et mobile, en France totalisait un chiffre d'affaires de 3,46 milliards d'euros.

### L'emploi dans l'industrie du jeu vidéo
Au début des années 2000, le nombre de personnes travaillant dans l'industrie du jeu vidéo, de la production à la distribution, est estimé à 10 000.
En 2012, le marché compte environ 4 800 employés pour 240 entreprises. Le pays est septième producteur mondial de jeux vidéo, derrière les États-Unis, le Japon, le Canada, l'Angleterre, l'Allemagne et l'Australie.

#### Représentation des femmes dans l'industrie du jeu vidéo
En 2016, les femmes représentaient 15 % des effectifs de l'industrie du jeu vidéo contre 12,3 % des effectifs en 2014. En ce qui concerne plus particulièrement la part des femmes dans l'effectif des studios de développement, celles-ci représentaient 14 % des effectifs en 2016, à la mi-année, contre 10,6 % en 2014.

#### L'emploi dans les studios de développement
En 2006, le nombre de salariés travaillant dans le développement s'élevait à 3 000.

### Répartition de l'industrie vidéoludique sur le territoire
Au début des années 2000, si l'industrie du jeu vidéo se repartit sur l’ensemble du territoire, deux régions se distinguent : l’Île-de-France et la région Rhône-Alpes, qui accueillent respectivement 45 % et 30 % de l'emploi. Les régions Aquitaine, Languedoc-Roussillon et Nord-Pas-de-Calais accueillent dans une moindre mesure cette industrie.
En 2016, la région Île-de-France regroupe 50 % de celle-ci, suivie par la région Occitanie et Auvergne Rhône-Alpes.

### Les politiques de soutien
En 2008, la France a introduit un système de crédit d'impôt qui se présente comme un « dispositif d'incitation fiscale qui permet aux entreprises de création de déduire de leur impôt une part des dépenses de production d'un jeu ». Depuis 2009, le Centre national du cinéma et de l'image animée administre un Fonds d'aide au jeu vidéo qui a dès l'année suivante évolué pour prendre davantage en compte les spécificités du secteur. En 2017, le taux du crédit d'impôt est revalorisé, le plafond dont chaque entreprise peut bénéficier double et l'augmentation des dépenses de sous-traitance européenne est davantage prise en compte dans le calcul du crédit d'impôt.

### Développeurs

#### Ayant au moins 100 employés
| Designation             | Société mère                                                   | Localisation                         | Fondation | Effectif                                      |
| ----------------------- | -------------------------------------------------------------- | ------------------------------------ | --------- | --------------------------------------------- |
| Amplitude Studios       | Sega Sammy Holdings (depuis 2016)                              | Paris (Île-de-France)                | 2010      | 100 à 199 (2021)                              |
| Arkane Studios          | ZeniMax Media (2010-2022) puis Xbox Game Studios (depuis 2022) | Lyon (Auvergne-Rhône-Alpes)          | 1999      | 255 (2022)                                    |
| Asobo Studio            | -                                                              | Bordeaux (Nouvelle-Aquitaine)        | 2002      | 280 (2021)                                    |
| Cyanide Studio          | Bigben Interactive (depuis 2018)                               | Nanterre (Île-de-France)             | 2000      | 100 à 199 (2021)                              |
| Don't Nod Entertainment | -                                                              | Paris (Île-de-France)                | 2008      | 360 (2023)                                    |
| Gameloft                | Vivendi (depuis 2016)                                          | Paris (Île-de-France) (siège social) | 1999      | 3 400 (2024) pour le groupe (Monde)           |
| Ivory Tower             | Ubisoft (depuis 2015)                                          | Villeurbanne (Auvergne-Rhône-Alpes)  | 2007      | 300 (2024)                                    |
| Kylotonn (KT-Racing)    | Bigben Interactive (depuis 2018)                               | Paris (Île-de-France) (siège social) | 2006      | 100 à 199 (2022)                              |
| Quantic Dream           | NetEase (depuis 2022)                                          | Paris (Île-de-France)                | 1997      | 180 (2021)                                    |
| Ubisoft                 | -                                                              | Carentoir (Bretagne) (siège social)  | 1986      | 18 666 (décembre 2024) pour le groupe (Monde) |
| Voodoo (entreprise)     | -                                                              | Paris (Île-de-France) (siège social) | 2013      | 750 en 2023                                   |

#### Ayant moins de 100 employés
| Designation            | Société mère                                                   | Localisation                               | Fondation                                       | Effectif                 |
| ---------------------- | -------------------------------------------------------------- | ------------------------------------------ | ----------------------------------------------- | ------------------------ |
| Ankama Games           | Ankama                                                         | Roubaix (Hauts-de-France)                  | 2006 (2003 en interne d'Ankama)                 | 50 à 99 (2021)           |
| Big Bad Wolf Studio    | Cyanide Studio                                                 | Bordeaux (Nouvelle-Aquitaine)              | 2015                                            | ?                        |
| Celsius Online         | Plug In Digital (depuis 2023)                                  | Paris (Île-de-France)                      | 2005                                            | 20 à 49 (2021)           |
| DigixArt               | Plaion (Embracer Group) (depuis 2021)                          | Montpellier (Occitanie)                    | 2015                                            | 40+ (2024)               |
| Douze Dixièmes         | Focus Entertainment (depuis 2021)                              | Saint-Ouen-sur-Seine (Île-de-France)       | 2017                                            | 6 à 9 (2021)             |
| Dual Cat               | -                                                              | Saint-Mandé (Île-de-France)                | 2018                                            | 20 à 49 personnes (2021) |
| Eden Games             | Infogrames Group (puis Atari SA) (2002-2013), puis indépendant | Lyon (Auvergne-Rhône-Alpes)                | 1997 (première société), 2013 (seconde société) | 33 (2017)                |
| Eko Software           | Bigben Interactive (depuis 2018)                               | Paris (Île-de-France)                      | 1998                                            | 40 (2020)                |
| Eugen Systems          | -                                                              | Paris (Île-de-France)                      | 1998                                            | 21 (2018)                |
| Goblinz Studio         | -                                                              | Yutz (Grand Est) (siège social)            | 2016                                            | ~10                      |
| Int13                  | -                                                              | Évry-Courcouronnes (Île-de-France)         | 2008                                            | ?                        |
| Ishtar Games (ex-CCCP) | Nacon (depuis 2021)                                            | Tourcoing (Hauts-de-France) (siège social) | 2005                                            | 20 à 49 (2022)           |
| Leikir Studio          | Focus Entertainment (depuis 2022)                              | Ivry-sur-Seine (Île-de-France)             | 2012                                            | 20 à 49 (2022)           |
| Lightbulb Crew         | -                                                              | Paris (Île-de-France)                      | 2013                                            | 23 (2024)                |
| Motion Twin            | -                                                              | Bordeaux (Nouvelle-Aquitaine)              | 2001                                            | 8 (2024)                 |
| Nadeo                  | Ubisoft (depuis 2009)                                          | Paris (Île-de-France)                      | 2000                                            | 50                       |
| Passtech Games         | Nacon (depuis 2021)                                            | Villeurbanne (Auvergne-Rhône-Alpes)        | 2018                                            | 10 à 19 (2022)           |
| Shiro Games            | -                                                              | Bordeaux (Nouvelle-Aquitaine)              | 2012                                            | 50 à 99 (2022)           |
| Spiders                | Bigben Interactive (depuis 2019)                               | Ivry-sur-Seine (Île-de-France)             | 2008                                            | 43 (août 2024)           |
| Streum On Studio       | Focus Entertainment (depuis 2021)                              | Nogent-sur-Marne (Île-de-France)           | 2007                                            | 20 à 49 (2022)           |
| Swing Swing Submarine  | -                                                              | Angoulême (Nouvelle-Aquitaine)             | 2010                                            | ?                        |
| The Game Bakers        | -                                                              | Montpellier (Occitanie)                    | 2010                                            | 10 à 19 (2022)           |
| Tindalos Interactive   | -                                                              | Paris (Île-de-France)                      | 2010                                            | 16 (2024)                |

#### Disparus
| Designation                    | Société mère                                                                 | Localisation                     | Fondation | Disparition                                                          |
| ------------------------------ | ---------------------------------------------------------------------------- | -------------------------------- | --------- | -------------------------------------------------------------------- |
| Adeline Software International | Delphine Software (1992-1997) puis Sega (1997-2004)                          | Lyon (Auvergne-Rhône-Alpes)      | 1992      | 2004                                                                 |
| Ageod                          | Paradox Interactive (2009-2012)                                              | Meylan (Auvergne-Rhône-Alpes)    | 2005      | 2012                                                                 |
| Cryo Interactive               | Indépendant, puis racheté à la faillite en 2002 par DreamCatcher Interactive | Paris (Île-de-France)            | 1992      | 2002                                                                 |
| Dancing Dot                    | -                                                                            | Paris (Île-de-France)            | 2005      | 2015                                                                 |
| Delphine Software              | Doki Denki Studio (2003-2004)                                                | Paris (Île-de-France)            | 1988      | 2004                                                                 |
| Doki Denki Studio              | -                                                                            | Lyon (Auvergne-Rhône-Alpes)      | 1996      | 2004                                                                 |
| Infogrames Entertainment       | -                                                                            | Lyon (Auvergne-Rhône-Alpes)      | 1983      | 2003 (fusion avec Atari)                                             |
| Kalisto Entertainment          | -                                                                            | Bordeaux (Nouvelle-Aquitaine)    | 1990      | 2002                                                                 |
| Lexis Numérique                | -                                                                            | Champs-sur-Marne (Île-de-France) | 1990      | 2014 (liquidation), 2017 (clôture)                                   |
| Monte Cristo                   | -                                                                            | Paris (Île-de-France)            | 1995      | 2010                                                                 |
| Microïds                       | Independant jusqu'a 2009 et son incorporation dans Anuman Interactive        | Versailles (Île-de-France)       | 1985      | 2003 (fusion avec MC2), 2009 (incorporation dans Anuman Interactive) |
| Mimesis Republic               | -                                                                            | Paris (Île-de-France)            | 2004      | 2012                                                                 |
| Scimob                         | Webedia (2016-2020)                                                          | Montpellier (Occitanie)          | 2008      | 2020 (fusion avec Webedia)                                           |

### Éditeurs (excluant les auto-éditions)

#### Existants
| Designation                                 | Société mère                      | Localisation                                | Fondation | Effectif                                      |
| ------------------------------------------- | --------------------------------- | ------------------------------------------- | --------- | --------------------------------------------- |
| 52 Entertainment                            | -                                 | Villeneuve-d'Ascq (Hauts-de-France)         | ?         | 200+ (monde, 2024)                            |
| Abiding Bridge                              | -                                 | Roubaix (Hauts-de-France)                   | 2019      | 3 à 5 (2022)                                  |
| AMA Studio Bretagne                         | -                                 | Rennes (Bretagne)                           | 2006      | 50 à 99 (2022)                                |
| Ankama                                      | -                                 | Roubaix (Hauts-de-France)                   | 2001      | 33 (2017)                                     |
| Atari SA (ex-Infogrames Entertainment)      | -                                 | Paris (Île-de-France)                       | 1983      | ?                                             |
| Bigben Interactive                          | -                                 | Lesquin (Hauts-de-France)                   | 1981      | 163 (2018)                                    |
| Dotemu                                      | Focus Entertainment (depuis 2021) | Paris (Île-de-France)                       | 2007      | 20 à 49 (2021)                                |
| Dual Cat                                    | -                                 | Saint-Mandé (Île-de-France)                 | 2018      | 10 à 19 (2022)                                |
| Fabloo Games (ex-SFL Interactive)           | -                                 | Paris (Île-de-France)                       | 2018      | 1 à 2 (2022)                                  |
| Focus Entertainment                         | -                                 | Paris (Île-de-France)                       | 1996      | 97 (2018)                                     |
| Goblinz Publishing                          | -                                 | Yutz (Grand Est) (siège social)             | 2016      | ~10                                           |
| Hatinh Interactive                          | -                                 | Paris (Île-de-France)                       | 2020      | ?                                             |
| Homa Games                                  | -                                 | Paris (Île-de-France)                       | 2019      | 100 à 199 (2022)                              |
| Ishtar Games (ex-CCCP)                      | Nacon (depuis 2021)               | Tourcoing (Hauts-de-France) (siège social)  | 2005      | 20 à 49 (2022)                                |
| Just For Games                              | Zordix (depuis 2021)              | Saint-Ouen-sur-Seine (Île-de-France)        | 2011      | 10 à 19 (2022)                                |
| Look At My Game                             | -                                 | Sanary-sur-Mer (Provence-Alpes-Côte d'Azur) | 2010      | ?                                             |
| Nacon                                       | Bigben Interactive                | Lesquin (Hauts-de-France)                   | 2019      | ?                                             |
| Pixel Heart                                 | -                                 | Marseille (Provence-Alpes-Côte d'Azur)      | 2018      | 3 à 5 (2022)                                  |
| Playdigious                                 | -                                 | Paris (Île-de-France)                       | 2015      | 7 (2018)                                      |
| Plug In Digital                             | -                                 | Montpellier (Occitanie)                     | 2011      | 50 à 99 (2022)                                |
| Red Art Games                               | -                                 | Bussy-Saint-Martin (Île-de-France)          | 2017      | 18 (2025)                                     |
| OG-Zone                                     | -                                 | Montigny-le-Bretonneux (Île-de-France)      | 2017      | ?                                             |
| TA Publishing                               | Forever Entertainment             | Lannion (Bretagne)                          | 2018      | ?                                             |
| The Digital Lounge                          | -                                 | Paris (Île-de-France)                       | 2010      | 1 à 2 (2022)                                  |
| Twin Sails Interactive (ex-Asmodee Digital) | Embracer Group (depuis 2021)      | Guyancourt (Île-de-France)                  | 2016      | 20 à 49 (2022)                                |
| Ubisoft                                     | -                                 | Carentoir (Bretagne) (siège social)         | 1986      | 18 666 (décembre 2024) pour le groupe (Monde) |
| Voodoo (entreprise)                         | -                                 | Paris (Île-de-France) (siège social)        | 2013      | 750 en 2023                                   |
| What (games)                                | Gameloft                          | Paris (Île-de-France)                       | 2003      | 20 à 49 (2022)                                |
| Ynnis Interactive                           | -                                 | Paris (Île-de-France)                       | 2013      | ?                                             |

#### Disparus
| Designation  | Société mère                                                          | Localisation                    | Fondation | Disparition                                                          |
| ------------ | --------------------------------------------------------------------- | ------------------------------- | --------- | -------------------------------------------------------------------- |
| Ageod        | Paradox Interactive (2009-2012)                                       | Meylan (Auvergne-Rhône-Alpes)   | 2005      | 2012                                                                 |
| Monte Cristo | -                                                                     | Paris (Île-de-France)           | 1995      | 2010                                                                 |
| Microïds     | Independant jusqu'a 2009 et son incorporation dans Anuman Interactive | Versailles (Île-de-France)      | 1985      | 2003 (fusion avec MC2), 2009 (incorporation dans Anuman Interactive) |
| Nobilis      | -                                                                     | Limonest (Auvergne-Rhône-Alpes) | 2001      | 2013                                                                 |
| SdLL         | Micro Application                                                     | Paris (Île-de-France)           | 2005      | 2010                                                                 |

### Filiales d'entreprises étrangères situées en France
| Designation                                | Société mère                            | Localisation                          | Fondation                         |
| ------------------------------------------ | --------------------------------------- | ------------------------------------- | --------------------------------- |
| Bandai Namco Entertainment Europe          | Bandai Namco Entertainment              | Lyon (Auvergne-Rhône-Alpes)           | 1955 (Japon), 1988 (France)       |
| Bandai Namco Entertainment France          | Bandai Namco Entertainment              | Lyon (Auvergne-Rhône-Alpes)           | 1955 (Japon), 1988 (France)       |
| Blizzard Entertainment SAS                 | Activision Blizzard (Xbox Game Studios) | Versailles (Île-de-France)            | 1991 (États-Unis), 2006 (France)  |
| Capcom Entertainment France                | Capcom                                  | Saint-Germain-en-Laye (Île-de-France) | 1983 (Japon), 2008 (France)       |
| EA France                                  | Electronic Arts                         | Lyon (Auvergne-Rhône-Alpes)           | 1982 (États-Unis), 1993 (France)  |
| Microsoft France                           | Microsoft                               | Issy-les-Moulineaux (Île-de-France)   | 1975 (États-Unis), 1983 (France)  |
| Nintendo France                            | Nintendo                                | Courbevoie (Île-de-France)            | 1947 (Japon), 1993 (France)       |
| PLAION SAS                                 | Plaion                                  | Issy-les-Moulineaux (Île-de-France)   | 1994 (Allemagne), 2002 (France)   |
| Riot Games Services                        | Riot Games                              | Paris (Île-de-France)                 | 2006 (États-Unis), 2016 (France)  |
| Sony Interactive Entertainment France      | Sony                                    | Paris (Île-de-France)                 | 1946 (Japon), 1995 (France)       |
| Square Enix                                | Square Enix                             | Levallois-Perret (Île-de-France)      | 1975 (Japon), 1985 (France)       |
| Wargaming Europe                           | Wargaming.net                           | Boulogne-Billancourt (Île-de-France)  | 1998 (Biélorussie), 2011 (France) |
| Zenimax France (Bethesda Softworks France) | Bethesda Softworks (Xbox Game Studios)  | Paris (Île-de-France)                 | 1986 (États-Unis), 2010 (France)  |

### Autres entreprises du jeu-vidéo
| Designation    | Société mère | Localisation          | Fondation |
| -------------- | ------------ | --------------------- | --------- |
| English Attack | -            | Paris (Île-de-France) | 2009      |

### Jeux et licences
- A Normal Lost Phone
- A Plague Tale
- Aarklash: Legacy
- Absolver
- Adi
- Adibou
- Agatha Christie: The ABC Murders
- Alexandra Ledermann
- Alone in the Dark
- Altaïr
- L'Amerzone : Le Testament de l'explorateur
- Another Lost Phone: Laura's Story
- Another World
- Arx Fatalis
- Assassin's Creed
- Astérix
- Astérix et Obélix
- Atlantis
- Beyond Good and Evil
- Beyond Two Souls
- Blood Bowl
- Dead Cells
- Dead in Vinland
- Detroit : Become human
- Dishonored
- Endless Dungeon
- Endless Legend
- Endless Space
- Farming Simulator
- Haven
- Humankind
- Lethis
- Life is Strange
- Microsoft Flight Simulator
- Rayman
- Robin Morningwood
- Styx
- Syberia
- Tour de France
- Vampyr
- WonderBoy the dragon's trap

### Personnalités

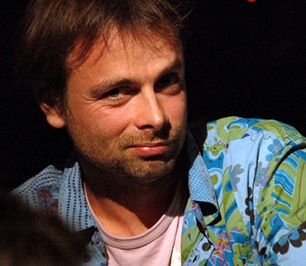
Michel Ancel, créateur de Rayman.

#### David Cage
David Cage travaille au design sonore de Super Dany (1994) avant de créer en 1997 le studio de développement Quantic Dream. Le premier jeu du studio, The Nomad Soul, sort en 1999 sur Windows puis en 2000 sur Dreamcast. Le joueur y incarne un policier évoluant dans une ville futuriste placée sous le contrôle d'un ordinateur ultra-intelligent. Le studio développe ensuite Fahrenheit (2005) puis Heavy Rain (2010), Beyond: Two Souls (2013) et enfin Detroit : Become human en 2018.

#### Autres personnalités
- Michel Ancel (la série Rayman, Beyond Good and Evil)
- Bruno Bonnell (cofondateur d'Infogrames)
- Éric Chahi (Another World, Heart of Darkness)
- Yves Guillemot (cofondateur d'Ubisoft)
- Frédérick Raynal (Alone in the Dark, la série Little Big Adventure)
- Philippe Ulrich (cofondateur de Cryo Interactive)
- Éric Viennot (In memoriam)
- Paul Cuisset (Flashback)

## Écoles et formation professionnelle
La formation publique aux métiers du jeu vidéo en France comprend différents masters et licences professionnelles. Au moins deux masters spécialisés sont proposés à ce jour, parmi lesquels l'École nationale du jeu et des médias interactifs numériques (ENJMIN), une école publique située à Angoulême liée au CNAM et le master Audiovisuel, Médias Interactifs Numériques, Jeux (AMINJ) adossé au Centre de recherche sur les médiations (Crem) de l'Université de Lorraine. L'Université Paul Valéry - Montpellier 3 propose une spécialisation jeux vidéo en deuxième année de master d'arts plastiques. Elle propose également une troisième année de licence professionnelle métiers du jeu vidéo. L'IUT de Bobigny dispense la seule licence professionnelle en game design et level design. De nombreuses autres écoles de jeu vidéo privées et publiques proposent une offre de formation variée aux métiers du secteur.

## Sport électronique en France
En janvier 2016, le premier ministre Manuel Valls confie à deux parlementaires, Rudy Salles et Jérôme Durain, la mission de « définir un cadre législatif et réglementaire favorisant le développement des compétitions de jeux vidéo en France ». Le rapport remis par les deux parlementaires en mars 2016 préconise notamment de « définir un vrai cadre pour les compétitions online et offline », « créer une commission spécialisée rattachée au CNOSF », « donner un vrai statut aux joueurs » à travers un CDD sportif, « protéger les jeunes joueurs » à travers diverses mesures et « favoriser le recrutement de joueurs étrangers ».
Cette mission débouche sur une participation au projet de loi pour une République numérique, qui est adopté en première lecture au Sénat le 3 mai, avec 323 voix pour et 1 voix contre,. La loi reconnait officiellement dans son chapitre 4 section 2 la pratique du jeu vidéo en compétition en France ainsi qu'un statut officiel aux joueurs professionnels.
Parallèlement à cette loi, le gouvernement annonce en mai 2016 la création d'un « contrat de travail spécifique au joueur professionnel de jeux vidéo » ainsi que la naissance de l'association indépendante « eSport »[réf. souhaitée].
Le 20 octobre 2016, Nasser Al-Khelaïfi annonce le lancement du Paris Saint-Germain eSports, une section esport du PSG, avec Yellowstar, ancien joueur professionnel de League of Legends, comme directeur,. Le Paris Saint-Germain eSports, qui dispose d'un budget de plusieurs millions d'euros, comprend une équipe FIFA et une League of Legends.

## Ventes
5,7 milliards d’euros de chiffre d'affaires concernant le secteur du jeu vidéo en France en 2024 (-6 % vs 2023), dont 2,6 milliards d’euros pour l'écosystème consoles (-19 % vs 2023), 1,5 milliard d’euros pour l'écosystème PC (+9 % vs 2023) et 1,6 milliard d’euros pour l'écosystème Mobile (+8 % vs 2023)

### Consoles
En 2024, Le taux d’équipement des foyers français en consoles de jeux (tous types confondus) est stable, à 54,1 % (+0,4 point). Il s’élève à 51,2 % pour les consoles de salon (+0,5 point) et 11,6 % pour les consoles portables (-3,1 points). Après une année 2023 en forte hausse, portée par le succès de la PS5, le volume des ventes de consoles de jeux (tous types confondus) baisse en 2024, à 1,7 million d’unités vendues (-31,9 % par rapport à 2023)
La Nintendo Switch est très populaire en France un parc installé de 8 millions d’unités début 2024.
La Nintendo DS est la console la mieux vendu de l'histoire en France avec plus de 10 millions d’unités.

## Évènements
En 2006 sont créés deux salons du jeu vidéo, le Festival du jeu vidéo et le Micromania Game Show.
Le Festival du jeu vidéo était le plus grand salon de jeux vidéo français avant de disparaitre en 2010 avec la création du Paris Games Week. La dernière édition du Festival du jeu vidéo, qui fut très différente des éditions précédentes dans son contenu, s'est tenue du 10 au 12 septembre 2010. En effet, le SELL a souhaité se désengager du partenariat avec le Festival pour créer son propre salon, le Paris Games Week, considérant que le Festival n'était pas assez grand public et n'était pas adapté aux ambitions du SELL. Le mois suivant a lieu la première édition de la Paris Games Week. Le 12 avril 2011, Jean-Claude Larue, président du SELL, a annoncé qu'un espace consacré à la création française serait intégré au Paris Games Week, géré par Jonathan Dumont, fondateur du Festival du jeu vidéo. Par conséquent, le Festival fusionne avec le nouveau salon du SELL, signant la fin de ce salon.
Avec la création de la Paris Games Week, le Micromania Game Show change d'orientation et devient une « soirée jeux vidéo » dans un cinéma parisien où les éditeurs et développeurs viennent présenter leurs jeux vidéo à travers des démonstrations en direct.
La Paris Games Week a elle lieu tous les ans au parc des expositions de la porte de Versailles et constitue en 2014 le 2e plus grand salon mondial de jeu vidéo de par son nombre de visiteurs, derrière la gamescom en Allemagne (335 000 visiteurs en 2014).
Le Stunfest, festival des cultures vidéo-ludiques localisé à Rennes, rassemble chaque année les différentes pratiques et composantes qui existent dans le jeu vidéo : tournoi de jeux de combats, retrogaming, création indépendante, concerts... En 2022, une cinquantaine de jeux vidéo indépendants sont présentés sur le festival.

## Sites liés
- Annuaire du jeu-vidéo de l'AFJV
- Sociétés ayant comme activité "Édition de jeux électroniques (58.21Z)"